# Alchemilla obtegens
Alchemilla obtegens é uma espécie de rosácea do gênero Alchemilla, pertencente à família Rosaceae.